# Кірдасово
Кірда́сово (рос. Кирдасово, башк. Ҡырҙас) — село у складі Абзеліловського району Башкортостану, Росія. Адміністративний центр Кірдасовської сільської ради.
Населення — 656 осіб (2010; 654 в 2002).
Національний склад:
- башкири — 99%